# Мілу
Мілу або Олень Давида (Elaphurus davidianus) — представник родини Оленевих. Найрідкісніший олень у світі, його представників немає у дикій природі, залишилися лише у зоопарках.

## Опис
Високоногий, довготілесний олень. Довжина тулуба 150—215 см, висота — 115—140 см, вага — 150—200 кг. Вуха невеликі, вузькі. Хвіст довший, ніж в інших оленів, й досягає п'ят. Копита широкі з дуже довгою п'яточною частиною. Бокові копита дуже довгі.
Роги у самців великі, округлі у перерізі. Усього відростків рогів 4. Вони спрямовані назад. Нижній відросток найдовший, прямий, на кінцівці розгалужений та створює 6 кінців.
Кольори шкіри: буро-рудий влітку, сіро-рудий взимку. Хутро довге, м'яке. На боках шиї та під горлом довге волосся, яке створює «підвіс». Вдовж спини хутро має зворотний ворс ззаду-наперед, створюючи «гребінь».

## Розповсюдження
Колись водився на півночі Китаю. Тут він часто гинув внаслідок вирубки дерев, а також безконтрольного полювання. Остаточно зник у дикій природі у XVII ст. Зберігався лише в імператорському парку поблизу Пекіна. Вперше його опис зробив французький мандрівник та місіонер Арманд Давид у 1866 році. У 1869 році були привезено кілька Мілу до Лондона. Багато тварин загинуло під час великої повені ріки Хуанхе у 1895 році. Останні Мілу, які ще залишалися в імператорському парку, були вбиті солдатами європейських союзницьких держав при придушенні Боксерського повстання у 1900 році.
З цього моменту Мілу жив лише у зоопарках Європи. Тут він настільки розповсюдився, що видалася можливість у 1952 році переправити декілька тварин до Китаю, щоб створити популяцію у місцевих зоопарках.

## Спосіб життя
В той час, коли Мілу ще був розповсюджений у дикій природі, він полюбляв болотисті ліси. Відповідно на генному рівні у цього оленя збереглася здатність добре плавати. Він дуже полюбляє борсатися у воді.
Статева зрілість наступає на 3-му році. Гон триває з червня до липня. Вагітність продовжується 250—270 днів. Народжується 1, інколи 2 оленятка (зазвичай з квітня до травня). В середньому за життя мілу народжує до 3 оленяток.